# اکوش
اکوش (به لاتین: Akkuş) یک سکونتگاه مسکونی در ترکیه است که در استان اردو واقع شده‌است.

## خصوصیات
اکوش ۱٬۳۱۳ متر بالاتر از سطح دریا واقع شده‌است.